# 志賀草津高原線

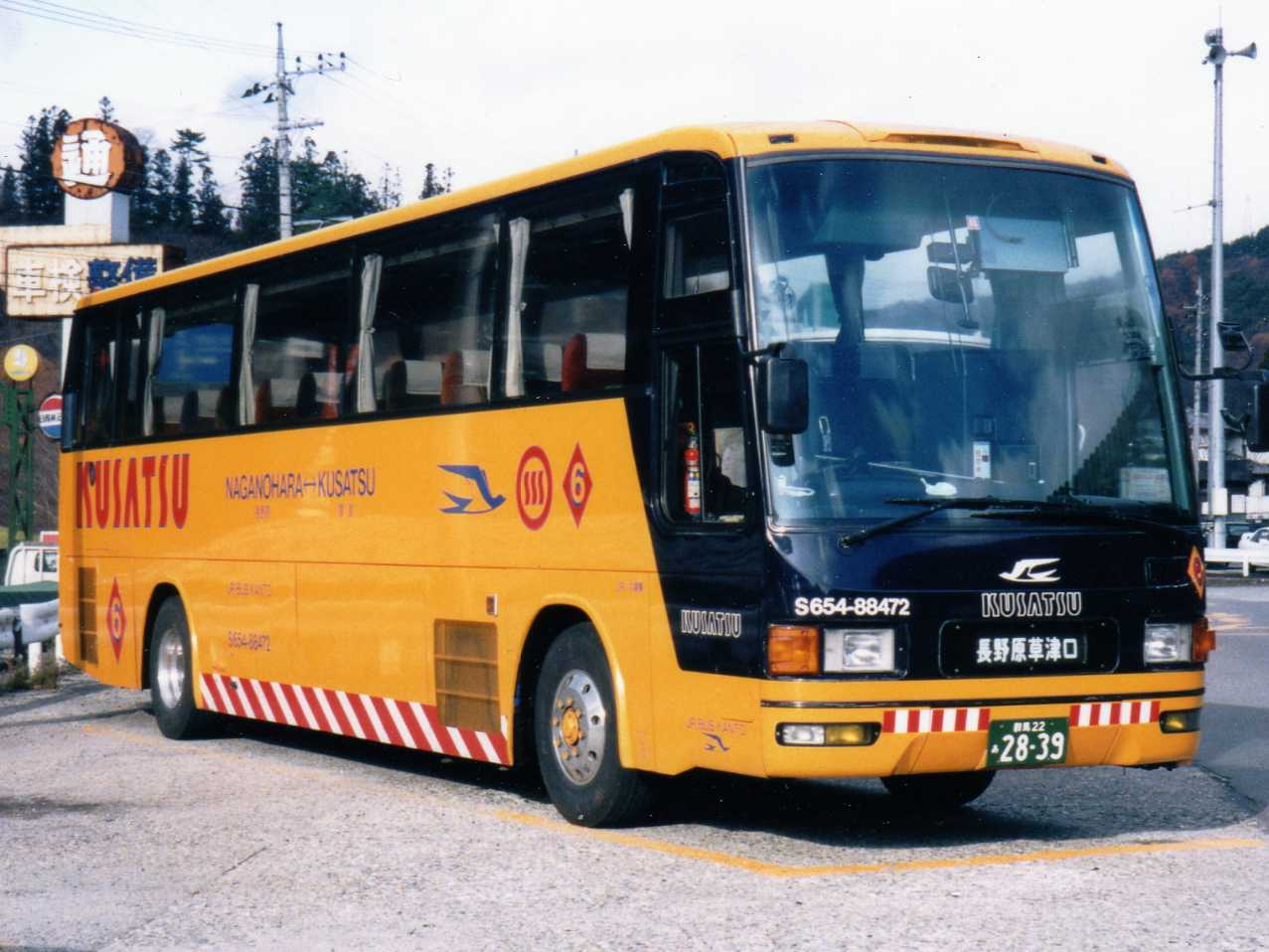
かつて運行されていた「イエローバス」（エアロクィーンM）S654-88472

志賀草津高原線（しがくさつこうげんせん）は、国鉄バス・JRバス関東長野原支店が運行するバス路線である。
「志賀草津高原線」という路線名称は、「志賀草津高原本線」と「花敷線」（長野原草津口駅 - 花敷温泉 - 野反湖）を含めた総称としても使用されていたが、本項では「志賀草津高原本線」について記述する。

## 概要
東日本旅客鉄道（JR東日本）吾妻線の長野原草津口駅より草津温泉駅を経由し、白根火山に至る路線。国鉄バス時代より混雑時には速やかに続行便が運行される体制となっている（後述）。また、観光客の利用が非常に多く、国鉄バス時代から現在に至るまで一般路線では数少ない黒字路線に挙げられる。
路線名の「志賀」の通り、かつては志賀高原を経由して長野電鉄湯田中駅まで乗り入れており、長野原駅（当時） - 草津温泉 - 白根火山 - 湯田中間を長野電鉄バス（長電バスの前身）と、草津温泉 - 白根火山 - 湯田中間を草軽交通と共同運行していたが、1990年に廃止され、白根火山以遠の区間は長電バスにより単独運行されている。
草津温泉輸送の繁忙期となる冬期には、続行便の運行も大幅に増加し、他支店からの応援やジェイアールバス東北からの車両借入れなども行われている。

## 沿革
- 1935年（昭和10年）12月11日 - 吾妻線の支線として、省営自動車上州草津線上州大津・上州草津間15km開業[1]。
  - 【新設停車場】上州大津、二軒屋橋、吾妻立石、洞口、井堀、草津谷所、赤仁田、運動茶屋、上州草津
- 1937年（昭和12年）6月1日 - 改キロ実施(15km→10km)。
- 1957年（昭和32年）10月1日 - 上州草津・鈴蘭口間の支線開業。
  - 【新設停車場】鈴蘭口
- 1959年（昭和34年）1月1日 - 吾妻立石、井堀の各停車場廃止。
- 1959年（昭和34年）12月15日 - 支線の鈴蘭口・梨木間延伸。これにより花敷線と一続きになる。
  - 【新設停車場】楽泉園前、諏訪神社前（上州草津・梨木間）
- 1961年（昭和36年）12月20日 - 赤仁田・白根鉱山間の支線2km開業（国鉄分割民営化前に廃止）。
  - 【新設停車場】白根鉱山
- 1962年（昭和37年）6月1日 - 上州草津停車場、「草津温泉」に改称。
- 1962年（昭和37年）12月25日 - 草津温泉・万座鉱山間の支線開業（主要県道長野原草津線（現・国道292号）の冬季閉鎖により、実際の運行開始は1963年4月）。
  - 【新設停車場】天狗山スキー場、御成山スキー場、殺生河原、青葉山、万座鉱山
- 1963年（昭和38年）4月25日 - 万座鉱山停車場、「白根高原口」に改称。
- 1965年（昭和40年）7月1日 - 支線の白根鉱山口・山田峠間延伸。
  - 【新設停車場】白根火山、万座温泉口、山田峠
- 1965年（昭和40年）8月18日 - 支線の山田峠・渋峠間延伸。
  - 【新設停車場】池の登、渋峠
- 1966年（昭和41年）6月20日 - 渋峠・湯田中間を延伸、本線を上州大津・湯田中間に変更し「志賀草津高原線」に改称。及び一部停車場廃止。
  - 【新設停車場】熊の湯、木戸池、蓮池、丸池温泉、上林温泉口、渋温泉、安代温泉、湯田中
  - 【廃止停車場】御成山スキー場、青葉山、白根高原口、万座温泉口、山田峠、池の登
- 1968年（昭和43年）2月25日 - 天狗山スキー場・殺生河原間に御成山スキー場再設置。
- 1968年（昭和43年）8月1日 - 渋峠・熊の湯間にのぞき停車場新設。
- 1970年（昭和45年）9月12日 - 蓮池・蓮池ロープウェイ間の支線開業。
  - 【新設停車場】蓮池ロープウェイ
- 1990年（平成2年） - 白根火山 - 湯田中間廃止（長野電鉄バスも白根火山止まりとなる）。
- 1999年（平成11年）4月 - 国道145号バイパス供用開始に伴い、急行便の経路をバイパス経由に変更（長野原草津口 - 上州大津間）。
- 2002年（平成14年）7月 - 西吾妻福祉病院の開業により、病院玄関前に「西吾妻福祉病院」バス停を新設。
- 2015年（平成27年）8月1日 - 長野原草津口駅 - 草津温泉バスターミナル間にSuicaを導入[2]。
- 2018年（平成30年）12月22日 - ジェイアールバス東北の協力により、新幹線E5系はやぶさカラーのバスを借用し、2019年3月末まで志賀草津高原線で運行。
- 2018年（平成30年）12月25日 - 長野原町役場の新築移転に伴い、支店前のバス停名を「長野原役場前」から「JRバス長野原支店前」に変更。

## 路線
草津温泉駅・白根火山駅は自動車駅。
- 長野原草津口駅 - 上州大津 - 運動茶屋 - 草津温泉駅 - 殺生河原 - 白根火山駅 - 渋峠 - 熊の湯 - 硯川 - 蓮池 - 湯田中駅
白根火山以西は1990年に廃止（廃止区間は長電バスが運行）。
- 運動茶屋 - 草津温泉駅
草津町中心部が一方通行のための路線設定で、温泉街北側を回る。
- 蓮池 - 蓮池ロープウェイ
1990年に廃止。

### 運行系統
長野原草津口駅 - 草津温泉駅の区間について、「草津線」と呼称する。JR時刻表においても「草津線」と表記されている。
- 長野原草津口駅 - 草津温泉駅（普通便）
- 長野原草津口駅 - 西吾妻福祉病院 - 草津温泉駅（普通便）
- 長野原草津口駅 - 草津温泉駅（急行便）
  - 急行は長野原草津口駅 - 上州大津間は国道145号線バイパス（長野原バイパス）を経由するため、JRバス長野原支店前付近は通らない。
- 長野原草津口駅 - 草津温泉駅 - 白根火山（急行便）
  - 急行便は長野原草津口駅 - 草津温泉駅間ノンストップ運行。
- 草津温泉駅 - 白根火山（西武観光バス、草軽交通との相互乗り入れ、共通乗車可能）
  - 4月下旬から11月上旬のみ運行。
  - 2022年現在、国道292号の道路状況により当面の間運休中。

## ダイヤ
国鉄バス時代より「鉄道線の培養」として吾妻線との接続を考慮したダイヤが組まれており、特急「草津」には急行便が接続される。北陸新幹線先行開通前は草津町と東京を往復できるよう接続便が運行された。以下にその一例を記す。
- 往路は草津温泉駅5:40発の便を設定し、長野原草津口駅6時台の列車に接続。東京駅に9時前後に到着できた。
- 復路は上野駅20:00発の特急「あさま」で高崎駅乗り換えの普通列車に接続する便を設定した。

## 続行便体制
志賀草津高原線の長野原草津口駅 - 草津温泉駅間では、鉄道とバスとの乗り継ぎ客をスムーズに乗り換え誘導するとともに、乗り切れない客が出ないように、国鉄時代から利用者数に応じて続行便が設定されている。無線を活用するなど、鉄道とバスの連携体制が整っている例として特筆される。無線などの通信手段が貧弱な時代には、戦後でも鳩を使用していたという話も長野原自動車営業所に残る。吾妻線に臨時の特急列車「草津」が運転される際には、臨時の急行バスが運転され、観光客の輸送に対応する。貸切車など交通系ICカードリーダーを装備していない車両を使用する場合、交通系ICカードの使用ができない。2019年からの冬季には毎年、ジェイアールバス東北青森支店から2台程度ハイデッカー車両を借り入れている。

### 長野原草津口駅

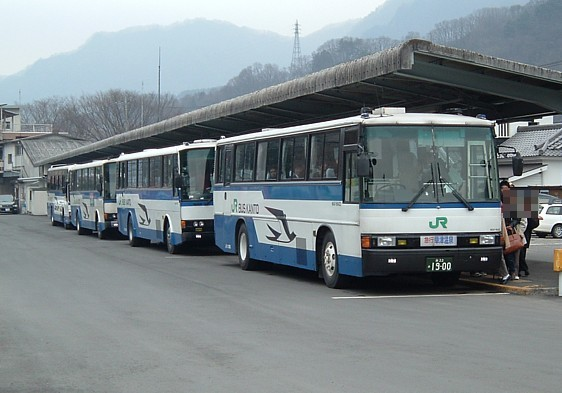
吾妻線の列車接続を受けて長野原草津口駅で待機するJRバス M647-86422他

長野原支店は長野原草津口駅からおよそ5分のところにあり、支店と駅構内のバスプールでは臨時便用の車両があらかじめ待機している。また、列車が到着した時点で、駅前バスターミナルには既に2 - 3台のバスが待機している。
列車が到着すると、乗換え客の人数を見て、駅前に待機しているバスだけでは不足していると思われる場合、直ちに支店へ続行便の手配がされる。また、続行便は全て急行便で運行されるため、各停便と急行便が同時発車の場合、観光客については急行便への誘導が行われる（地元客は誘導しなくても各停便に乗りこんでいる）。また、白根火山方面へ行く便の場合、草津温泉までの観光客は続行便に誘導される。このため、白根火山方面・続行便は並んだバスの先頭（改札口から遠い位置）に近い乗り場にいる場合が多い。待機しているバスが全て乗客で埋まった頃には、車庫から臨時便のバスが到着し、乗客を乗せることになる。バス乗車を待っている観光客がいなくなるまで、続行便手配は続けられる。
長野原草津口のバスホームの通常の使用状況は、改札口に近い順から
- 【1番線】草津温泉行各停便（JR）
- 【2番線】草津温泉行急行便（JR）
- 【3番線】草津温泉・白根火山行急行便（JR）
- 【4番線】北軽井沢行（草軽交通）
- 【5番線】花敷温泉・野反湖行

※2007年3月31日で廃止された鹿沢線（JRバス、万座・鹿沢口駅行きは学校の授業のある日にのみ運行）は3番線を使用していた。
となっているが、続行便や臨時便が増発されるときはこの限りではなく、全ての乗り場が草津温泉行急行便で埋まることも珍しくない。
なお、車内での運賃収受の簡素化のため、長野原草津口駅バス乗り場には、草津温泉駅までの専用自動券売機が3台設置されている。

### 草津温泉駅

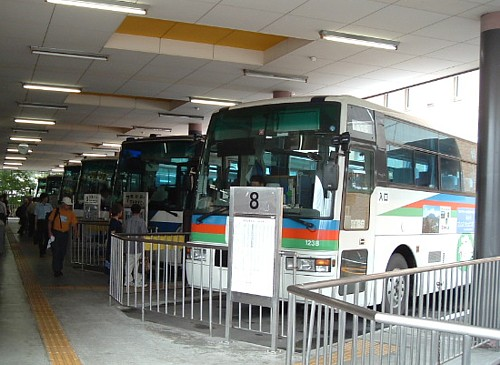
続行便が多く設定されたため、バスで埋まった草津温泉駅

空いている乗り場のほか、近隣のバス待機場にも臨時便のバスがあらかじめ待機しているが、多客期には臨時便が草津温泉駅に到着するとすぐに長野原草津口駅へ回送され、ピストン輸送することも少なくない。
バスはたいていの場合、発車20～30分ほど前から乗り場に待機しているが、満員になり次第、臨時の急行便として発車させてしまう。このため、駅で発車時刻を尋ねると、何分発とは言わずに「満席になったら出発します」という案内がされることが多い。臨時便が発車した後には、別の乗り場に待機していたバスが入線する。同時に、待機場からは別のバスが回送されてくる。このバスも満席になり次第、臨時の急行便として出発させる。これが正規便の発車まで繰り返される。発車時間はほぼ正規便の発車時間に沿っている場合が多いようである。
また、白根火山方面からのバスが渋滞により遅延する場合もあるが、この場合にも、白根火山からの便の出発時刻に臨時便を設定し、大多数を占める草津温泉からの乗客に対して、遅れているバスを待たせないようにしている。2006年10月現在、白根火山からの便は全て草津温泉駅で乗り換えとなっているが、この場合は所定の乗り継ぎ便を定時に発車させ、白根火山発の便の到着を受けた臨時便を設定している。

## 使用車両

### 概要
臨時便には、高速車やスーパーハイデッカーの貸切車も動員されることがある。この場合は車内での運賃収受が難しいため、途中無停車の急行便限定運用となる。

### イエローバス

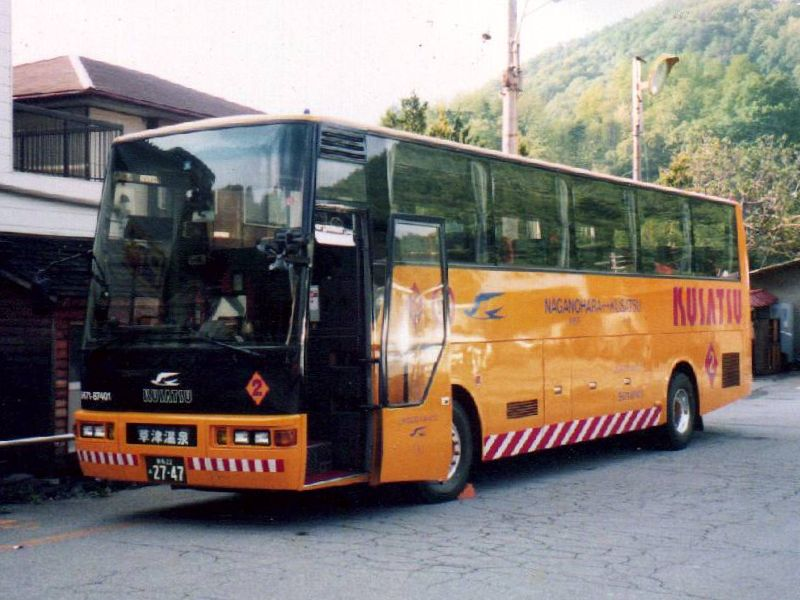
「イエローバス」（スーパークルーザー）S671-87401

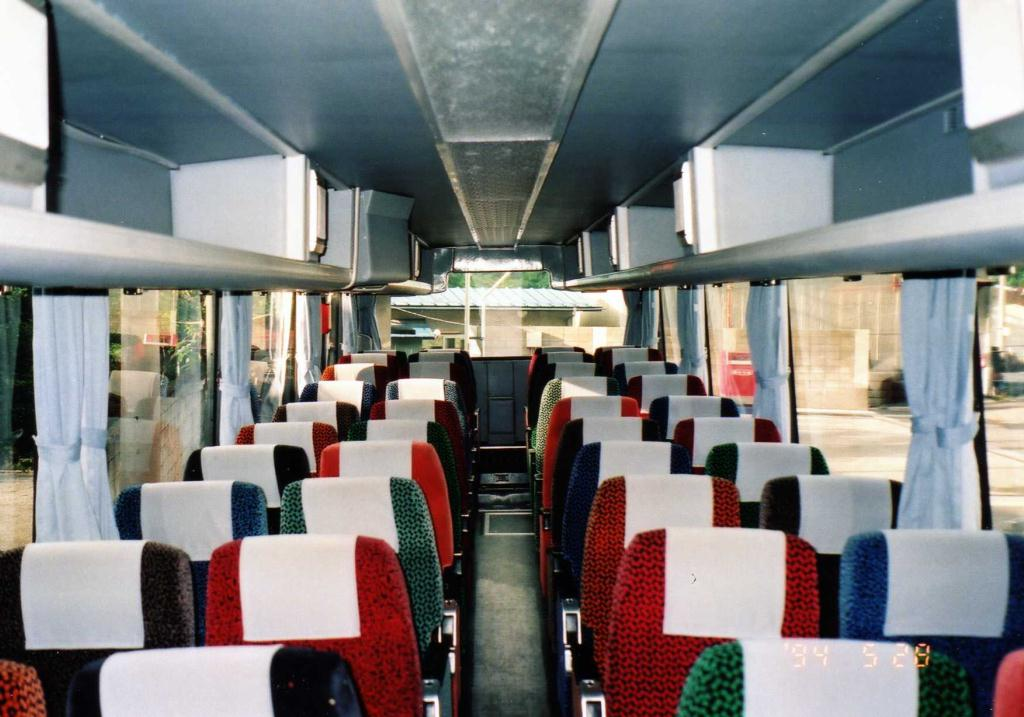
「イエローバス」は車内も全面改装 S671-87401

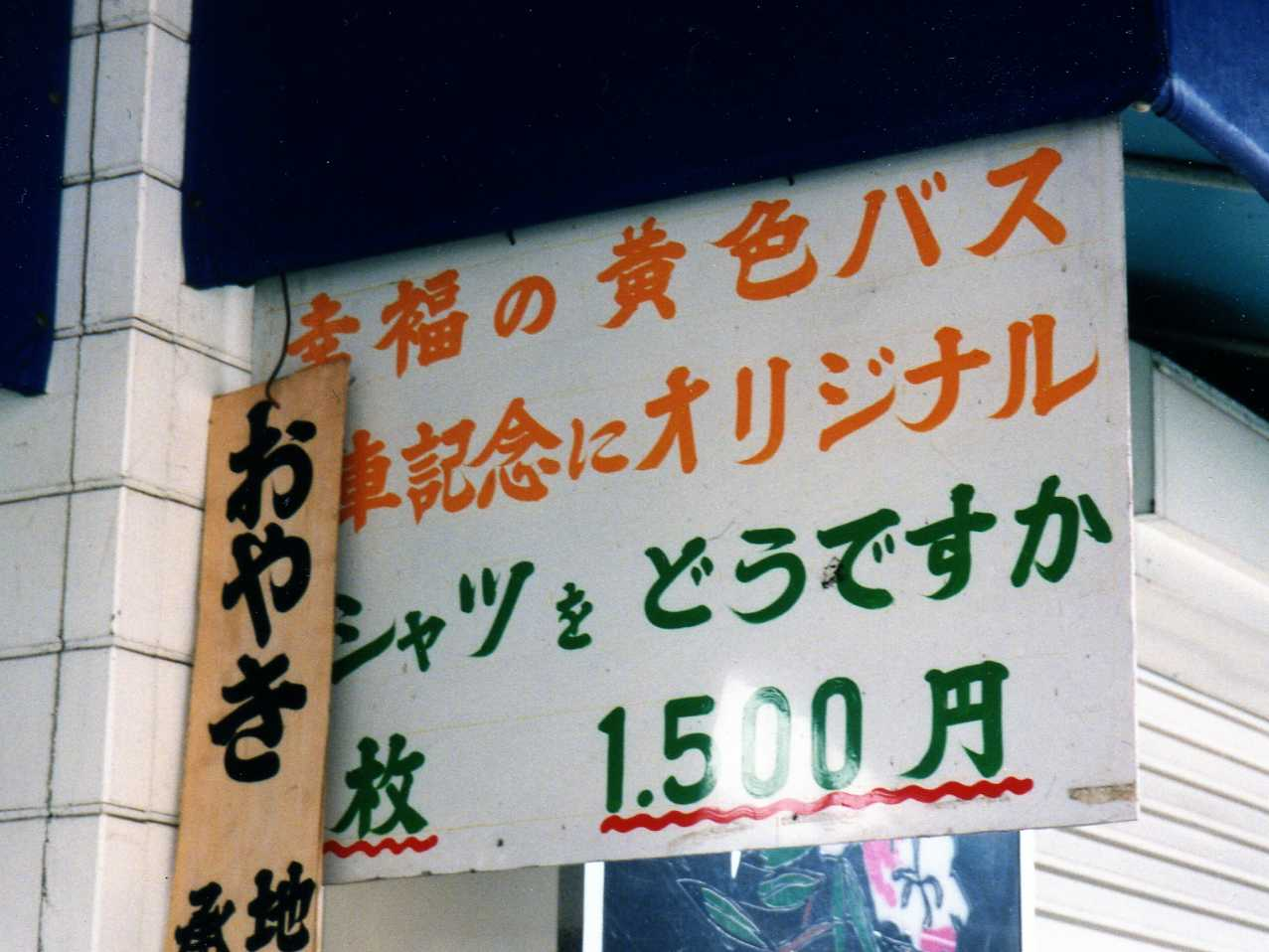
「イエローバス」オリジナルTシャツ販売を知らせる看板

1994年から2004年まで、JRバス関東の地域密着型運営の一環として、草津町の全面協力を得て目を惹く黄色（草津町のイメージカラー）の塗装を施されたバスである。
この車両は、夜行高速バス「らくちん号」に使用されていた1987年式のいすゞ・スーパークルーザー(P-LV719R・S671-87401とS671-87402)2台を大改造し、一般路線車両として運行させたもので、前代未聞とも言える「一般路線用のスーパーハイデッカー」である。当初は運賃箱と整理券発行器は設置されたものの、構造上運賃表示器の設置ができなかったため、長野原草津口駅 - 草津温泉駅間に限定して使用されたが、後に運賃表示器を搭載され、他の路線にも使用されていた。
デザインはJR九州の車両デザインを手がけた水戸岡鋭治が担当、黄色をベースに多くのロゴが配されたカラーリングとなり、内装もJR九州の特急型車両を彷彿させるものに仕上がっている。車体表記の中には数字があるが、これはデザイン上から配したものであり、特に連番などの意図がない（1と4が欠番だった）点についてもJR九州バスと同様である。
1994年2月4日から運用を開始し、初日には草津温泉駅でセレモニーも行われた。運行開始後にはバス雑誌などで地域密着型バスのモデルケースとして扱われたり、TBSテレビ「そこが知りたい」でも超豪華路線バスとして紹介されるなど、話題をまいた。観光客からは概ね好評だったため、翌年にはさらに2台が増備された。増備車は東名ハイウェイバスで余剰となっていた三菱ふそう・エアロクィーン2台であったが、1台は元「ドリーム号」で使用していた1987年式エアロクィーンW(P-MU525TA改・S654-87477)、もう1台は当時まだ夜行高速バスでも多数が使用されていた1988年式のエアロクィーンM(P-MS729SA・S654-88472)で、いずれも一般路線車に使用するとは思えないような車種であった。東名ハイウェイバス車両には停留所名表示器が設置されていたことから、運賃表示器に交換するだけで対応できたので、運用線区の限定はなかった。
この時期、長野原草津口駅バス乗り場の売店では、「幸せの黄色バス」と銘打って、イエローバスのイラストをプリントしたTシャツやロゴマークのワッペンなど、オリジナルグッズも販売していた。また、社員向けにネクタイピンも作成され、乗務員が着用しているのを見かけることもあった。長野原支店の力の入れようがうかがえる。後にJRバス関東ではさまざまなバス関連グッズの販売を行うようになるが、その先鞭をつけたものともいえる。
その後さらに2台が増備されたが、開業当時の「つくば号」で使用された後に長野原支店に転入していた1987年式のハイデッカー車(P-MS715S・H644-87452とH644-87453)のカラーリングを変更したものであった。格落ちとも見られるが、スーパーハイデッカーでは高齢者の乗降にはきついという意見もあったためとされている。
10年間にわたって、志賀草津高原線の名物車両として走り続けたが、スーパーハイデッカーの4台は高速バスからの格下げ車ということで傷みが激しかったため2002年には廃車、残る2台も2004年には全廃された。草津町の町制施行100周年記念サイトにおいてもイエローバス運行開始が記述されるなど、現在に至るまで続く草津町との強固なパートナーシップを象徴する存在であったといえる。